# Cratere Kasra
Kasra  è un cratere sulla superficie di Marte.